# Long-Term Capital Management
Long-Term Capital Management (LTCM) era um fundo de hedge altamente alavancado. Em 1998, recebeu um resgate de 3,6 bilhões de dólares de um grupo de 14 bancos, num acordo intermediado e elaborado pelo Banco de Reserva Federal de Nova Iorque.

## Histórico
A LTCM foi fundada em 1994 por John Meriwether, ex-vice-presidente e chefe de negociação de títulos da Salomon Brothers. Os membros do conselho de administração do LTCM incluíam Myron Scholes e Robert C. Merton, que três anos mais tarde, em 1997, vieram a receber o Prémio Nobel da Economia por terem desenvolvido o modelo Black-Scholes de dinâmica financeira.
O LTCM foi inicialmente bem-sucedido, com retornos anuais (descontadas as taxas) de aproximadamente 21% no primeiro ano, 43% no segundo ano e 41% no terceiro ano. No entanto, em 1998, perdeu 4,6 bilhões de dólares em menos de quatro meses devido a uma combinação arriscada de elevada alavancagem e exposição às crises financeiras asiática de 1997 e russa de 1998. O principal fundo de cobertura, Long-Term Capital Portfolio LP, entrou em colapso logo depois, levando a um acordo em 23 de setembro de 1998, entre 14 instituições financeiras para uma recapitalização de US$ 3,65 bilhões sob a supervisão do Federal Reserve. Após esses incidentes, o fundo foi finalmente liquidado e dissolvido no início de 2000.